# (37650) 1994 FP
1994 FP (asteroide 37650) é um asteroide da cintura principal. Possui uma excentricidade de 0.28967540 e uma inclinação de 22.56810º.
Este asteroide foi descoberto no dia 21 de março de 1994 por Robert H. McNaught em Siding Spring.